# Charles Jarvis
Charles Alfred Jarvis (Fraserburgh, 29 marzo 1881 – Dundee, 19 novembre 1948) è stato un militare britannico, che durante la prima guerra mondiale fu decorato con la Victoria Cross a vivente.

## Biografia
Nacque negli Admiralty Buildings, Saltoun Place, Fraserburgh, Aberdeenshire, il 29 marzo 1881, figlio di Charles Alfred e di Mary Jane Byth. Il padre gestiva la stazione della guardia costiera di Westhaven e fu insignito della Royal Humane Society Bronze Medal per aver salvato due ragazzi a North Berwick il 27 luglio 1889. Quando era giovane, la famiglia si trasferì alla stazione della guardia costiera di Rattray Head, dove rimase per otto anni, e lui frequentò la Crimond School. Quando su padre fu trasferito a Carnoustie frequentò la locale scuola. Aveva quattro sorelle più giovani e un fratello.
Lavorò come apprendista idraulico a Carnoustie finché non si arruolò nei Royal Engineers nel novembre 1899 a Cheltenham. Dopo aver prestato servizio a Singapore, fu trasferito nella riserva nel marzo 1907. Lavoro come radiotelegrafista a Londra, stabilendosi a Woodford, nell'Essex, quando scoppiò la Grande Guerra nell'agosto 1914. Fu richiamato in servizio attivo il 4 agosto, all'età di trentatré anni, per prestare servizio nei Royal Engineers assegnato alla 57ª Compagnia genio da campo di stanza a Bulford Camp con il grado di soldato scelto. 
La sua compagnia partì da Amesbury la mattina del 16 agosto e si imbarcò a Southampton quella sera, arrivando a Rouen, Francia,  il 18. Una volta sbarcata si recò agli acquartieramenti del BEF presso gli Champs de Bruyere, arrivandovi nel pomeriggio. 
La 57ª Compagnia genio da campo fu assegnata alla 3ª Divisione, posta al comando del generale Horace Smith-Dorrien, I Corpo d'armata, della British Expeditionary Force.
Il 23 agosto si trovava a Jemappes, vicino a Mons, in Belgio. Alle 7:15 di quel giorno il tenente Boulnois ricevette otto uomini, un carro carico di esplosivi e un detonatore per occuparsi dei cinque ponti dalla stazione Jemappes a Mariette. Boulnois assegnò degli uomini a ciascun ponte mentre passavano e si organizzò per ritornare e far esplodere tutte le cariche con l'unico detonatore disponibile. Il ponte attraverso la chiusa n. 2 sul canale Mons-Conde vicino a Jemappes fu assegnato al caporale Charles Jarvis e al geniere Neary. Jarvis richiese l'aiuto di due uomini della compagnia B, mentre i Royal Scots Fusiliers difendevano il ponte. L'esplosivo (detonatore elettrico) e i cavi erano tenuti da un altro gruppo e Jarvis mandò Neary a prenderli. L'attacco nemico era ormai così intenso che fu deciso di ritirarsi e la distruzione del ponte divenne urgente. Poiché Neary non era tornato con esplosivo ed inneschi si portò in una posizione meno esposta, è strisciato strada andò in bicicletta in cerca dell'esplosivo quando incontrò il capitano Theodore Wright che promisi di andare a prenderlo e lo rimandò al ponte. Utilizzando una piccola imbarcazione, che i fanti mantennero in posizione, i due genieri cercarono di fissare 22 cariche di fulmicotone ai tre supporti della trave principale. Mentre lavoravano, il fuoco nemico si intensificò ed egli disse ai fanti di mettersi al riparo, mandando Neary a trovare il caporale Wiltshire che pensava dovesse far esplodere il ponte della stazione Jemappes. Sottoposto ad un pesante fuoco nemico, completò il lavoro da solo, facendo occasionali corse verso la barricata tenuta dalla fanteria per prendere altri esplosivi e collegare i cavi. Messosi sul fondo della barca una volta a riva strisciò lungo la banca e poi lungo la riva  per mettersi in salvo, ritirandosi con i fucilieri a sud, verso Frameries. Il 16 novembre fu decorato con la Victoria Cross ed essendo stato ferito in ottobre, venne a conoscenza della notizia mentre era in convalescenza in ospedale.
Dimesso il 5 dicembre fu trasferito all'addestramento delle reclute, e il 13 gennaio 1915 re Giorgio V lo insignì dell'onorificenza in una apposita cerimonia tenutasi a Buckingham Palace. All'inizio del 1916 gli fu chiesto di lavorare in una fabbrica di munizioni a Fraserburgh. Accettò l'incarico, ma fu dimesso dal servizio nel dicembre 1916 dal suo direttore dei lavori. Nel novembre 1917 avrebbe avuto diritto a una pensione per i 18 anni di servizio ed era molto amareggiato per il fatto che il suo servizio militare fosse stato interrotto. Dopo la Grande Guerra, possedette un negozio di attrezzatura da Pesca (attività)pesca in Hannover Street, Portsmouth e in seguito lavorò presso il Portsmouth Admiralty Dockyard. Sposò la signora Janet Grace Black in Bowden, vedova di un uomo dei Royal Highland Fusiliers a Basingstoke nel 1940. Non ebbero figli. Durante la seconda guerra mondiale prestò servizio presso il cantiere navale LDV e presso la Air Raid Precautions e lavorò anche nella fabbrica di aerei. Tornò in Scozia quando la sua salute cominciò a peggiorare nel 1943 e si stabilì a Fife. Morì presso il Dundee Royal Infirmary a Dundee il 19 novembre 1948, e la salma fu sepolta nel cimitero di Cupar. La sua Victoria Cross si trova presso il Birmingham Museums Collection Centre in Dollman Street.

### Annotazioni
1. ↑  Le quattro divisioni del BEF che attraversarono la Francia avevano ognuna due compagnie del genio.
2. ↑  Anche il soldato semplice Samuel Heron del I Battaglione dei Royal Scots Fusiliers ricevette la Distinguished Conduct Medal per il suo ruolo in questa azione.

### Fonti
1. 1 2 3 4 5 6 7 8 9 10 11 12 13 14 15 16 17 18 19 20 21  VC & GC Association.
2. 1 2 3 4 5 6 7 8 9 10 11  Victoria Cross Online.
3. 1 2 3 4 5 6 7  Eliehistory.
4. ↑  (EN) The London Gazette (PDF), n. 28976, 13 November 1914.